# The Sontaran Experiment
The Sontaran Experiment (littéralement « L'Expérience sontarienne »)  est le soixante-dix-septième épisode de la première série de la série télévisée britannique de science-fiction Doctor Who. Originellement diffusé en deux parties, du 22 février au 1er mars 1975, il poursuit un arc narratif ayant commencé dans Robot et se finissant dans Terror of the Zygons.

## Accroche
De retour sur une planète Terre déserte, le Docteur et ses compagnons vont se retrouver face à un groupe d'explorateurs manipulés par un extraterrestre sontarien.

## Distribution
- Tom Baker — Le Docteur
- Ian Marter —  Harry Sullivan
- Elisabeth Sladen — Sarah Jane Smith
- Kevin Lindsay — Styre /Le Marshal
- Donald Douglas — Vural
- Glyn Jones — Krans
- Peter Walshe — Erak
- Peter Rutherford — Roth
- Terry Walsh — Zake
- Brian Ellis — Le Prisonnier

## Résumé
Téléportés sur la Terre à la fin de l'épisode précédent, le Docteur, Harry et Sarah se retrouvent sur une planète revenue à l'état sauvage après les dommages solaires. Alors que le Docteur tente de réparer le système de téléportation, Harry tombe dans une crevasse et Sarah fait la connaissance de Roth, un astronaute venu d'une colonie spatiale, étrangement apeuré par des machines patrouillant sur la surface de la planète. 
Le Docteur rencontre le reste des astronautes, dirigé par Vural. Ceux-ci ne croient pas que la station Nerva se soit remise à fonctionner et voient d'un mauvais œil ceux qui l'habitaient. Ils ont reçu un appel de détresse qui s'est avéré être un piège et pensent que celui-ci est tendu par le Docteur. De son côté, Roth explique qu'il a peur de Vural et que celui-ci est un traître, vendu à l'envahisseur extra-terrestre. Lui et Sarah seront faits prisonniers par une des machines qui les amènera à leur maître, un guerrier sontarien, le Major Styre. Roth tente de s'enfuir avant d'être abattu par Styre. 
Pour préparer une future attaque sontarienne, Styre a appâté le groupe d'astronautes sur Terre afin de faire des expériences sur eux : privation d'eau, résistance à l'eau, aux chocs, etc. Le but étant de connaître les faiblesses des terriens afin de gagner la guerre. Dans ce but, il attache et hypnotise Sarah afin de tester sa résistance à la peur et provoque la trahison de Vural en lui promettant la liberté. 
Le Docteur le provoque en duel et lui fait croire qu'il est l'unique terrien du groupe et que ceux qu'il a vus ne sont qu'une race d'esclaves faiblarde. Pendant qu'ils se battent, Sarah libère les prisonniers et Harry sabote son vaisseau. Après le sacrifice de Vural, Styre rentre dans son vaisseau pour absorber de l'énergie, mais le processus est inversé et il finit par fondre, absorbé par l'énergie. Le Docteur appelle le supérieur de Styre et lui fait croire que les terriens ont mis en déroute ses plans et que la Terre est inattaquable. Laissant les astronautes restants sur la planète, il tente de se téléporter avec Harry et Sarah à bord du Nerva. 

### Continuité
- Cet épisode commence immédiatement où finit l'épisode précédent et se poursuit dans l'épisode suivant.
- On retrouve les histoires de castes de la population déjà évoquées dans l'épisode précédent, de la Terre abandonnée à cause d'éruptions solaires et il est beaucoup fait mention de la station Nerva.
- Le Docteur et Sarah ont déjà croisé un Sontarien dans « The Time Warrior », d'ailleurs Sarah est persuadée en voyant Styre qu'il s'agit du commandant Linx.
- Le Docteur explique qu'il a laissé des notes sur les sontariens dans son journal de 500 ans.
- Le Docteur possède de nombreux objets dans sa poche, une particularité que l'on a vue dans « Robot » et que l'on va retrouver dans « La genèse des Daleks ».